# Круглово (Ардатовский район)
Кругло́во (ранее также Соба́кино) — село в Ардатовском районе Нижегородской области России. Входит в состав Стёксовского сельсовета.

## Этимология
Имеются две версии происхождения названия села. Согласно первой, оно происходит от фамилии владельца села — помещика Круглова. По второй версии, название происходит от рельефа местности, на котором были построены первые дома села.

## Географическое положение
Село Круглово находится на юго-западе Нижегородской области России, между автомобильными дорогами Ардатов — Арзамас и Ардатов — Саконы, на обоих берегах текущего на север ручья — притока реки Нучи. Административный центр муниципального округа Ардатов находится в 6 км к юго-западу от Круглова. Село соединено просёлочными дорогами на северо-западе с селом Нучей (расстояние 1,5 км), на северо-востоке — с селом Ризадеево (расстояние 4 км), на юго-востоке — с шоссе Ардатов — Арзамас (2 км), на юге — с деревней Щёточное (3 км), на западе — с деревней Липелей (2 км). В селе расположены 3 озера. Высота над уровнем моря около 175 метров.
Село Круглово, как и вся Нижегородская область, находится в часовой зоне МСК (московское время). Смещение применяемого времени относительно UTC составляет +3:00.

## Административная принадлежность
Село Круглово входит в состав Стёксовского сельсовета Ардатовского муниципального округа Нижегородской области Российской Федерации.

## Климат
Село находится в зоне умеренно-континентального климата, который характеризуется холодной продолжительной зимой и тёплым, но достаточно коротким летом. За год выпадает в среднем 450—550 мм осадков, из них 68 % — в виде дождя и 32 % — в виде снега. Среднегодовая относительная влажность воздуха — 76 %. Снежный покров достигает 50 см, а в особо снежные зимы может достигать одного метра и более.
Весна приходит резко, обычно к середине апреля, при этом вплоть до середины мая нередки заморозки. Лето сравнительно короткое и достаточно жаркое — в отдельные годы температура может достигать 36 °C. Шапка лета приходится на июль. В конце весны и лета нередки грозы — их может случаться до 20 за год, почти каждый год выпадает град. Осень приходит в сентябре и стоит до начала ноября, но уже в сентябре нередки заморозки. Зима наступает в начале ноября и продолжается до середины марта. Обычно первый снег выпадает в октябре и держится в течение пяти месяцев, сходит к 10—15 апреля. Почва промерзает на глубину 70—90 см.
Вегетационный период составляет 189 дней, продолжительность безморозного периода — 137 дней.

## Население
| Численность населения | Численность населения | Численность населения | Численность населения | Численность населения | Численность населения | Численность населения | Численность населения | Численность населения | Численность населения | Численность населения | Численность населения | Численность населения |
| 1719                  | 1785                  | 1859                  | 1890                  | 1897                  | 1912                  | 1916                  | 1978                  | 1992                  | 1999                  | 2002                  | 2010                  | 2021                  |
| --------------------- | --------------------- | --------------------- | --------------------- | --------------------- | --------------------- | --------------------- | --------------------- | --------------------- | --------------------- | --------------------- | --------------------- | --------------------- |
| 134                   | ↗740                  | ↗789                  | ↘634                  | ↗641                  | ↗816                  | ↗903                  | ↘260                  | ↗460                  | ↗475                  | ↘459                  | ↘421                  | ↘322                  |

## Инфраструктура
В селе шесть улиц: Молодёжная, Нагорная, Победы, Советская, Спортивная и Школьная.